# Nyírparasznya
Nyírparasznya község Szabolcs-Szatmár-Bereg vármegyében, a Mátészalkai járásban.

## Fekvése
A Nyírség északkeleti részén helyezkedik el, Nyíregyházától 53, Mátészalkától 11, Vajától 10, Nagydobostól 5 kilométer távolságra található.

### Megközelítése
Csak közúton közelíthető meg, Nyírmada és Jármi felől a 4106-os, Vaja és Ópályi felől pedig a 4116-os úton. Nagydobossal egy jobbára szilárd burkolatú, de számozatlan, alsóbbrendű út kapcsolja össze.
Közigazgatási határai között áthalad az M3-as autópálya is, de annak itt sem csomópontja, sem pihenőhelye nincsen.

## Története
Nyírparasznya első írásos említése 1336-ból való Paraznya néven. Ekkor tűnik fel a Káta nemzetség-beli Csaholyiak kezén. A Csaholyiaknak a központi birtoktesttől távol eső falva volt.
Parasznyát 1387-ben Csaholyi Sebestyén fiai átengedték unokatestvérüknek, Klárának, Czudar Kis Péter országbíró özvegyének.
1403-ban Czudar Péter özvegye a Zsigmond király ellen fellázadt bárók oldalára állt.
1406-ban a király elkoboztatta birtokait, és Felcsebi Orosz Mihály fiainak adományozta, a leleszi konvent  iktatta be őket a birtok tulajdonába.
Hosszú pereskedés után 1429-ben azonban a birtokok ismét a Csaholyiak tulajdonába kerültek.
Parasznya a 17. században, egészen 1696-ig a szatmári várhoz tartozott.
A 18. századtól a 19. század közepéig a gróf Teleki, Csáki, Pogány, Sulyok, Bay,
Jármy, Irinyi és más családok birtokolták.
1885-ben Bogcha Ábrahám tulajdona, majd lánya, Erzsébet révén Várkony Ignácé, akinek itt várszerű kastélya volt. (Borovszky S.)
A kastélyt 1703-ban építették, 1914-ben a Lubyaké lett, és 1924-ben rombolták le.
Az 1500-as évek végéről ismertek Nyirparasznya protestáns lelkészeinek nevei is: Gyarmati Fabricius Tamás 1582-ben, Makai János 1588-ban, Bagosi János 1615-ben, Óvári P. Mihály neve 1617-ben szerepelt a tizedjegyzékben.

## Közélete

### Polgármesterei
- 1990–1994: Pethő Sándor (független)[3]
- 1994–1998: Pethő Sándor (független)[4]
- 1998–2002: Pető Sándor (független)[5]
- 2002–2006: Szabó János (független)[6]
- 2006–2010: Szabó János (független)[7]
- 2010–2014: Szabó János (Fidesz–KDNP)[8]
- 2014–2019: Szabó János (Fidesz–KDNP)[9]
- 2019–2024: Szabó János (Fidesz-KDNP)[10]
- 2024– : Szabó János (Fidesz-KDNP)[1]

## Népesség
A település népességének változása:
| Lakosok száma | 982  | 990  | 986  | 887  | 818  | 838  | 829  |
|               | 2013 | 2014 | 2015 | 2021 | 2022 | 2023 | 2024 |

A 2011-es népszámlálás során a lakosok 89,9%-a magyarnak, 19,2% cigánynak mondta magát (10% nem nyilatkozott; a kettős identitások miatt a végösszeg nagyobb lehet 100%-nál). A vallási megoszlás a következő volt: római katolikus 11,9%, református 32,7%, görögkatolikus 31,1%, felekezeten kívüli 4,4% (18,6% nem válaszolt).
2022-ben a lakosság 91,3%-a vallotta magát magyarnak, 4,6% cigánynak, 0,4% bolgárnak, 0,2% lengyelnek, 0,1-0,1% németnek, románnak, ruszinnak, ukránnak és szlováknak, 0,9% egyéb, nem hazai nemzetiségűnek (8,7% nem nyilatkozott; a kettős identitások miatt a végösszeg nagyobb lehet 100%-nál). Vallásuk szerint 10,6% volt római katolikus, 39,6% református, 24,8% görög katolikus, 1,2% egyéb keresztény, 0,2% evangélikus, 8,1% felekezeten kívüli (15,2% nem válaszolt).

## Ismert személyek
- Itt született Páczelt István (1939. augusztus 22. –) Széchenyi-díjas gépészmérnök, a Magyar Tudományos Akadémia rendes tagja (1995).
- Mátészalkán született 1964-ben, de itt élt születésétől 17 éves koráig Szikora István (Bunyós Pityu) ökölvívó, mulatós zenész.[13]

## Nevezetességei
- Görögkatolikus temploma a 18. század végén épült.
- Tájháza 2002-ben nyílt meg.

## Külső hivatkozások
- Szirmay A.: Szatm. vm. 1809.
- Maksai F.: A középk. Szatm. m. Bp. 1940.